# Linda Burgess
Linda Gail Burgess (Madison, 27 luglio 1969) è un'ex cestista e allenatrice di pallacanestro statunitense, professionista nella WNBA.